# Jazz Aviation
Jazz Aviation LP
Jazz Aviation S.E.C.  (code AITA : QK ; code OACI : JZA) (anciennement Air Canada Jazz et Jazz Air) est une filiale de Chorus Aviation. Elle opère pour Air Canada Express des vols régionaux desservant des destinations au Canada et aux États-Unis en vertu d'un contrat d'achat de capacité (CAC) en vigueur jusqu'en 2035. Air Canada détermine entre autres le réseau des routes de Jazz, l'horaire des vols, le prix des billets et achète la totalité de la capacité de ces vols en retour d'une compensation à des taux prédéterminés. La compagnie offre aussi un service de vols nolisés ainsi que des services de maintenance, réparation et révision (MRO) par l'entremise de sa filiale Services techniques Jazz (JTS). Son siège social est situé à Halifax, Nouvelle-Écosse.

## Histoire
Constituée en janvier 2001 sous le nom d'Air Canada Régional Inc., elle est le résultat de la fusion de 4 compagnies aériennes régionales, AirBC, Air Nova (elle-même le résultat de la fusion d'Air Nova et d'Air Alliance en 1999), Air Ontario et Canadien Régional, toutes propriétés d'Air Canada. La marque de commerce Air Canada Jazz est quant à elle lancée en 2002.
Gestion ACE Aviation Inc. (ACE) est devenue la société de portefeuille mère d’Air Canada et de ses filiales après leur réorganisation au moment de l’affranchissement de la Loi sur les arrangements avec les créanciers des compagnies (LACC) le 30 septembre 2004.
Le 2 février 2006, le Fonds de revenu Jazz Air a réalisé son premier appel public à l’épargne lorsque Gestion ACE Aviation se défait d'une minorité des parts de la compagnie. Les parts du Fonds se transigent à la Bourse de Toronto sous le symbole JAZ.UN. En mai 2008, Gestion ACE Aviation annonce avoir vendu toutes ses parts du Fonds de revenu Jazz Air.
Le 15 novembre 2010, le Fonds de revenu Jazz Air devient une société par action et change de nom pour Chorus Aviation; transigé à la Bourse de Toronto (TSX) sous le symbole CHR.
En 2011, les vols exploités en vertu du contrat d'achat de capacité avec Air Canada sont désormais exploités sous le nom Air Canada Express.

## Destinations

### Canada
- Bagotville
- Bathurst
- Calgary
- Castlegar
- Charlottetown
- Cranbrook
- Comox
- Edmonton
- Fort McMurray
- Fort St. John
- Grande Prairie
- Halifax
- Îles-de-la-Madeleine
- Kamloops
- Kelowna
- London
- Montréal
- Nanaimo
- North Bay
- Ottawa
- Prince George
- Prince Rupert
- Québec
- Regina
- Rouyn-Noranda
- Saint-John
- Sandspit
- Saskatoon
- Sault Ste. Marie
- Sept-Îles
- Smithers
- Sudbury
- Terrace
- Thunder Bay
- Timmins
- Toronto
- Vancouver
- Victoria
- Whitehorse
- Windsor
- Winnipeg
- Yellowknife

### États-Unis
- Atlanta
- Boston
- Charleston
- Charlotte
- Chicago
- Cincinnati
- Cleveland
- Columbus
- Détroit
- Denver
- Hartford
- Indianapolis
- Kansas City
- Minneapolis
- Nashville
- Newark
- Nouvelle Orléans
- New York
- Philadelphie
- Phoenix
- Pittsburgh
- Portland
- Raleigh
- Sacramento
- Saint-Louis
- San Diego
- San Francisco
- Seattle
- Washington

## Flotte
La flotte de Jazz Aviation se compose de 99 appareils en juin 2024:
| Appareils               | Nombre | Nombre de sièges |  |
| ----------------------- | ------ | ---------------- |  |
| Bombardier CRJ900       | 35     | 76               |  |
| De Havilland Dash 8-400 | 39     | 78               |  |
| Embraer 175             | 25     | 76               |  |
| Total                   | 99     |                  |  |

### Flotte historique
- 10 BAe 146-200, opérés jusqu'en 2005, hérités d'Air Nova et d'Air BC. Ils ont été remplacés par les CRJ705, plus tard convertis en CRJ900[11].
- 6 Boeing 757-200, opérés durant les hivers de 2010-2012 sous la bannière Thomas Cook Airlines Canada pour le compte de Vacances Sunquest[12].
- 25 CRJ-100, opérés de 2004 à 2013. Ils ont été remplacés par les Q400.
- 28 De Havilland Dash 8-300, opérés jusqu'en 2022.
- 36 De Havilland Dash 8-100, opérés jusqu'en 2020.
- CRJ-200, opérés jusqu'en 2024

## Galerie

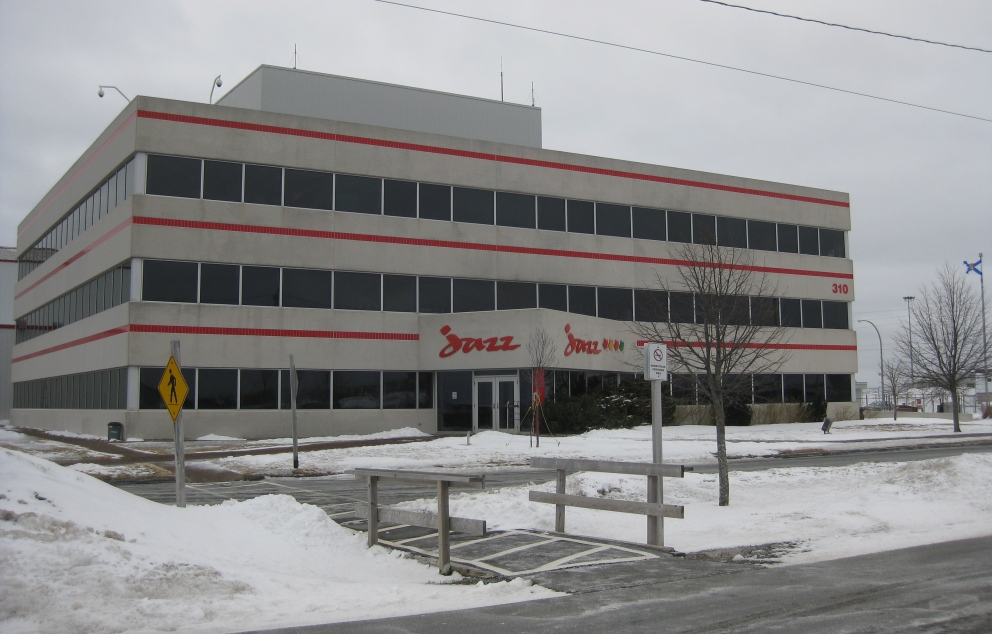
Centre des opérations à l'aéroport d'Halifax
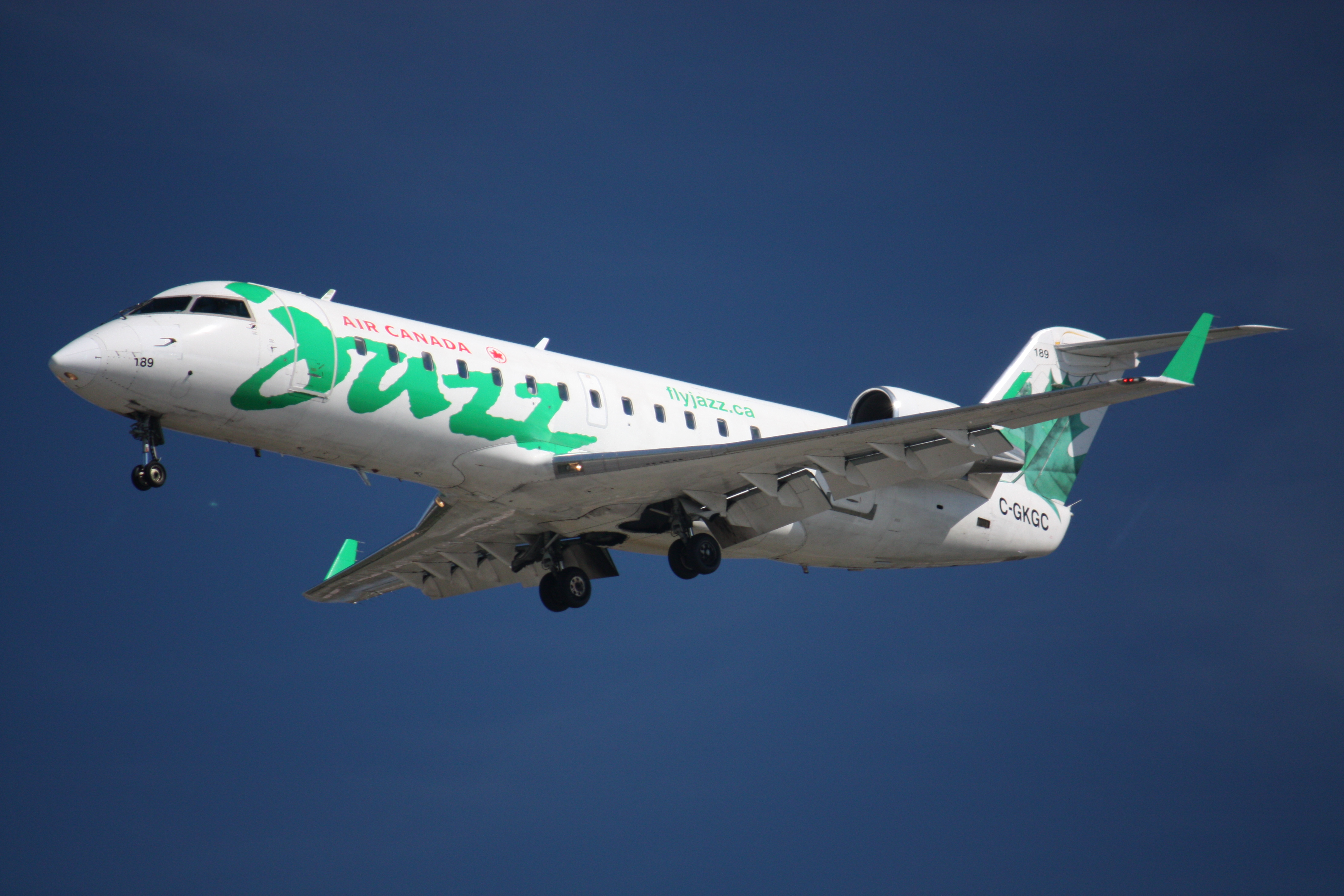
Bombardier CRJ200 avec l'ancienne livrée Air Canada Jazz
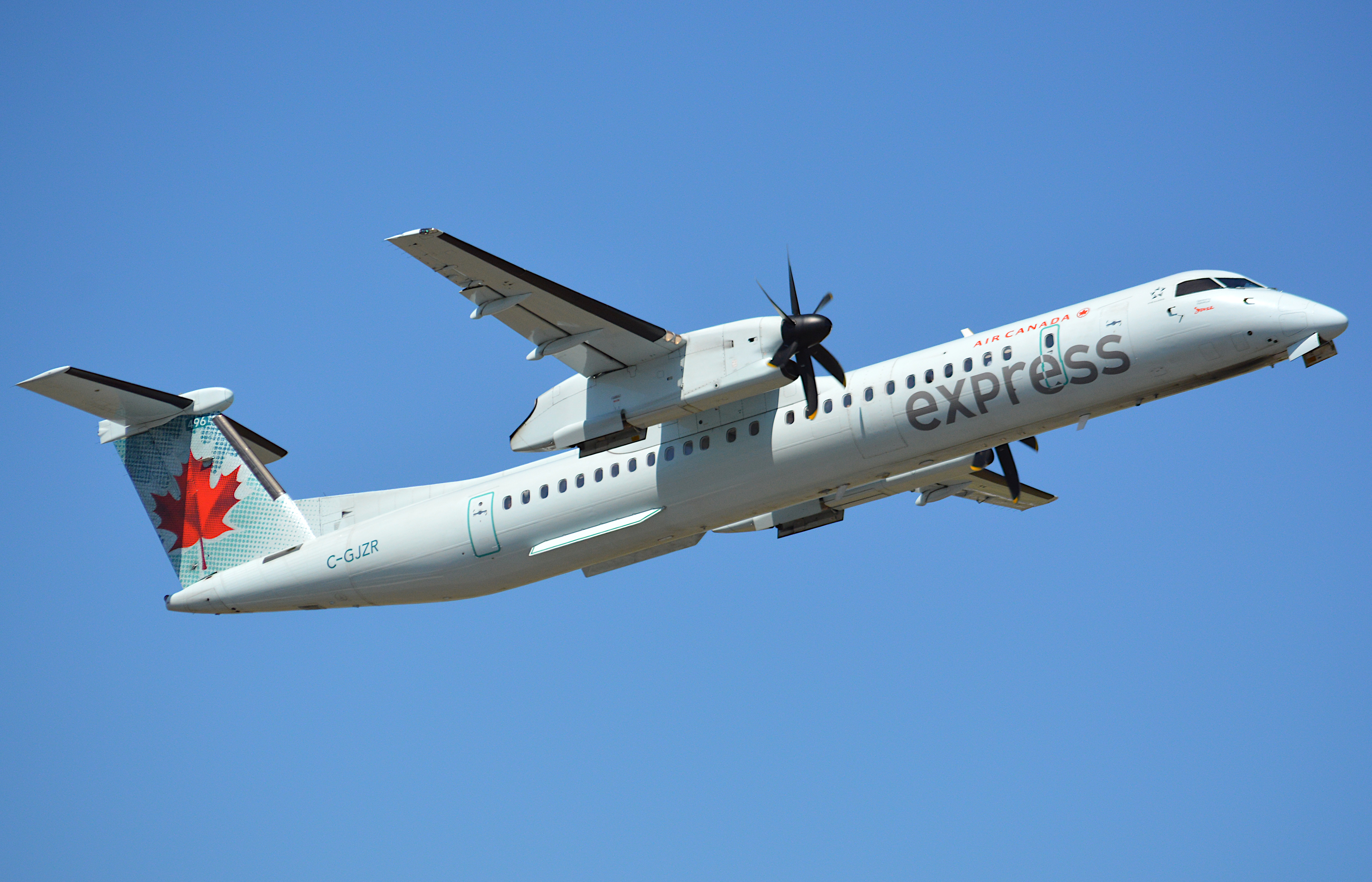
De Havilland Dash 8-400 avec l'ancienne livrée Air Canada Express
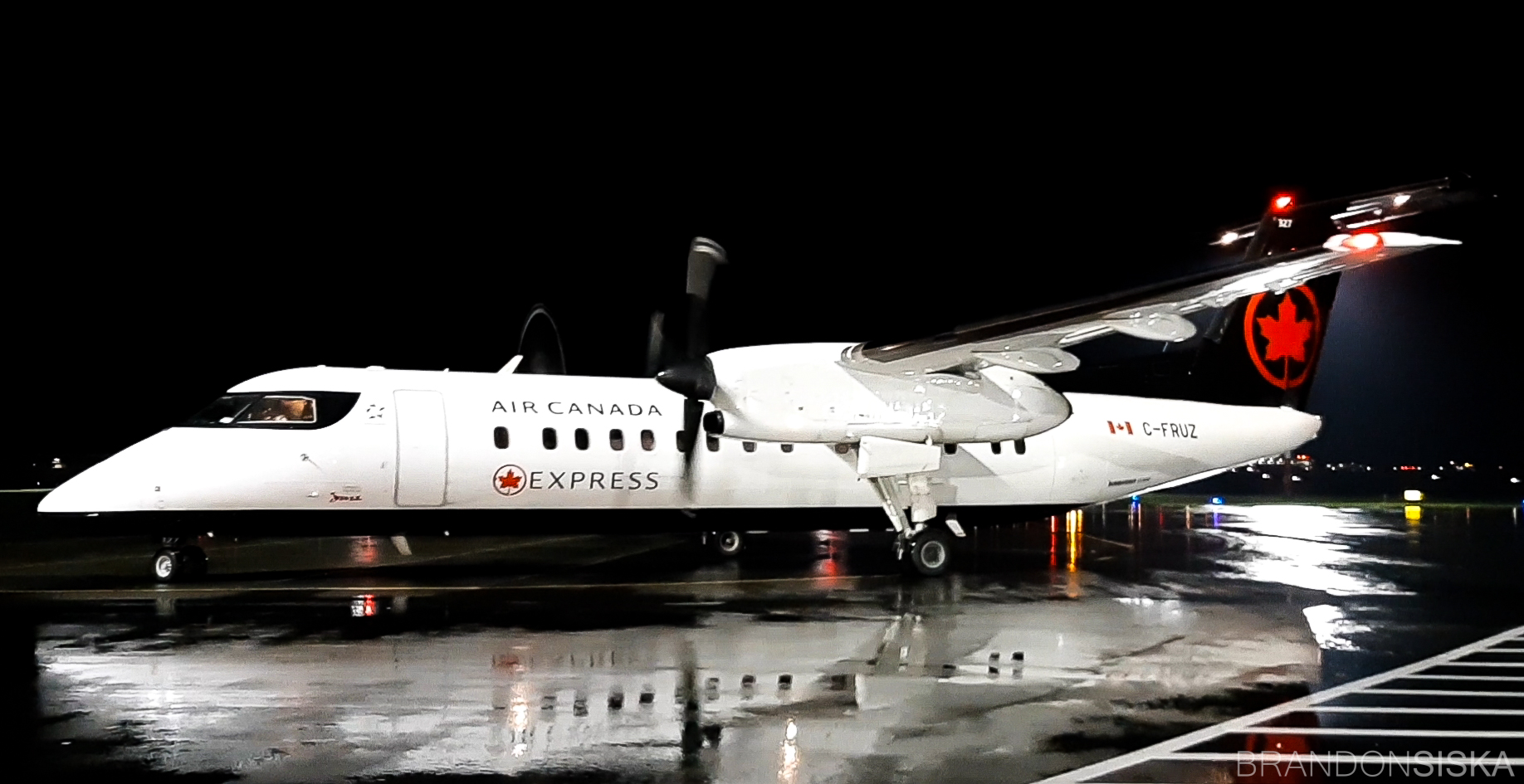
De Havilland Dash 8-300 avec l'actuelle livrée Air Canada Express
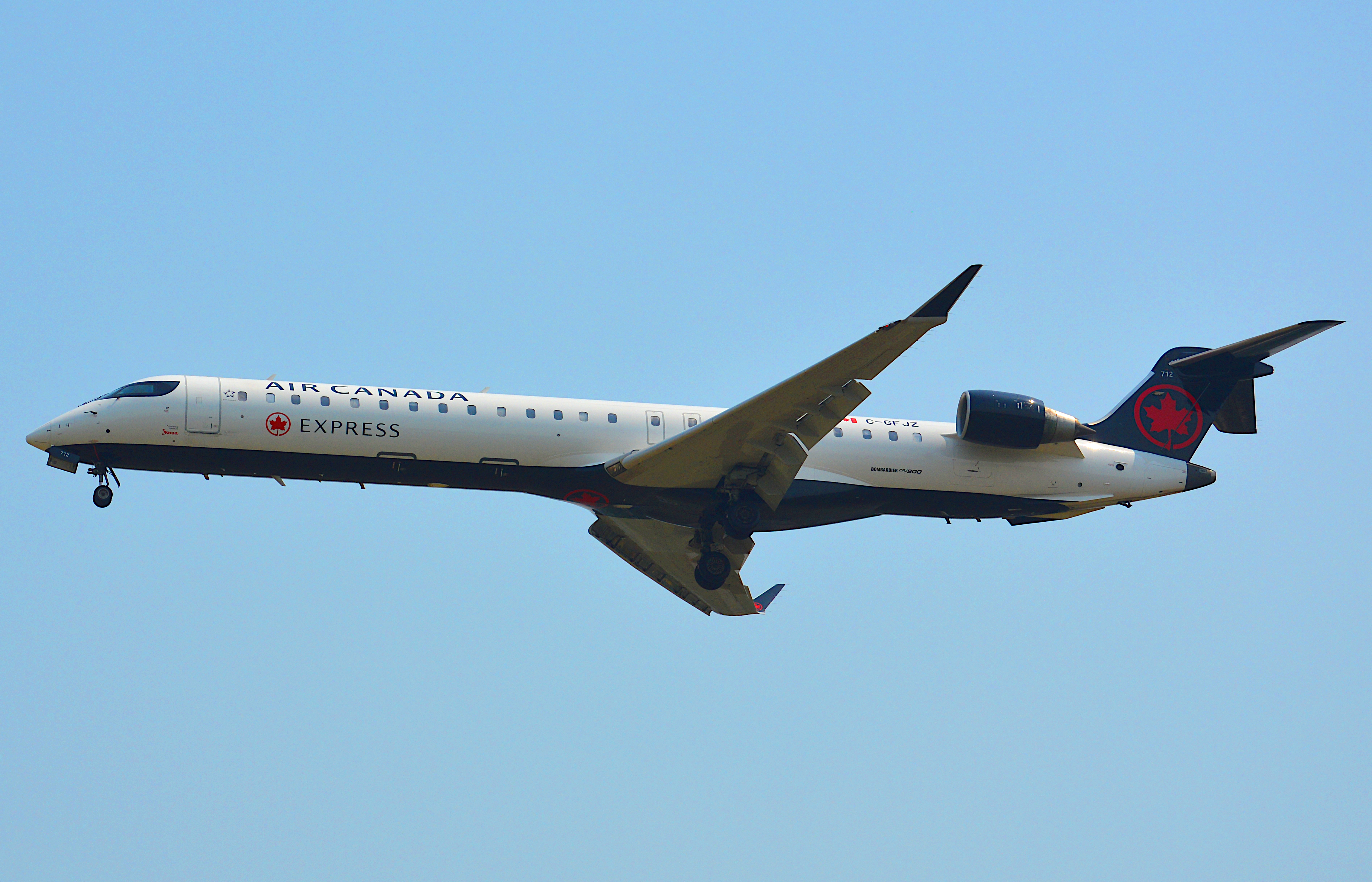
Bombardier CRJ900 avec l'actuelle livrée Air Canada Express
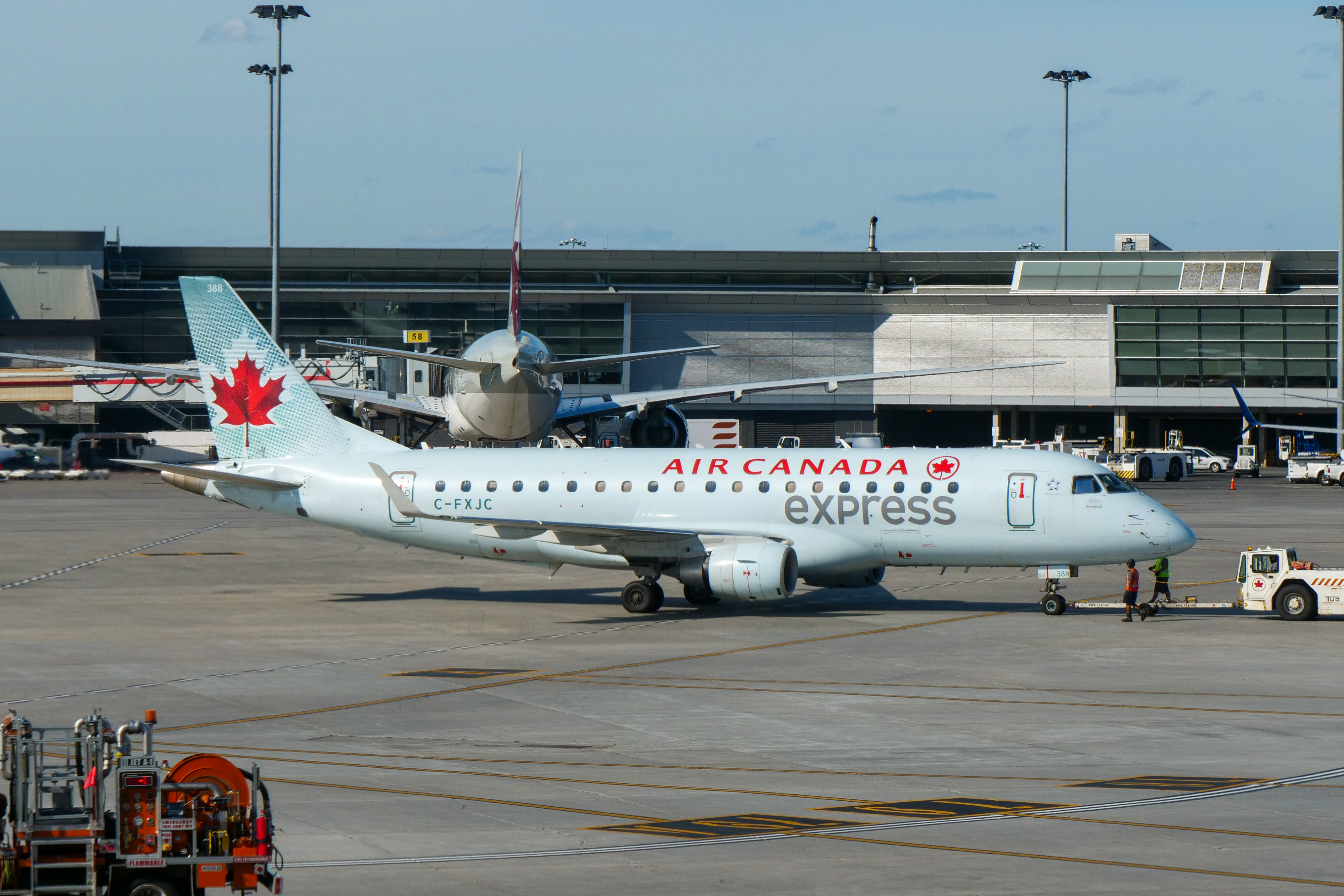
Embraer 175 avec l'ancienne livrée Air Canada Express